# Winston Duke
Winston Duke (sinh ngày 15 tháng 11 năm 1986) là nam diễn viên người Mỹ gốc Trinidad và Tobago. Anh được biết đến qua vai M'Baku trong các phim điện ảnh Black Panther và Avengers: Infinity War (đều trong năm 2018).

## Thời thơ ấu
Duke sinh ra tại Tobago, Trinidad & Tobago. Năm 9 tuổi, anh chuyển đến Mỹ cũng với mẹ, bà Cora Pantin.